# Kütahya
Kütahya er en by, der ligger i det vestlige Tyrkiet. Byen er berømt med dens porcelænsproduktion. Kütahya omkring 266.784(2018) indbyggere, og ligger 969 meter over havet.  Kütahya er hovedbyen i en provins, der er inddelt i 13 distrikter. Det højeste bjerg i Kütahya hedder Muratbjerget, der har højde på 2.309 meter og ligger i distriktet Gediz. Om sommeren er der ca. 35 grader og om vinteren vil der være mindst ca. -12 grader. Kütahya blev grundlagt i 3000 års tallet før kristi fødsel. Verdens første børsbygning blev bygget op i Kütahya. Der er mange antikke ruiner. 
Generelt er Kütahyas befolkning kunstnere, og mange kan male keramik. 
Midt i Kütahya er der en moske beklædt af keramikske kakler, og midt i byen er der en stor vase med springvand, som også lavet med keramik, og som er byens vartegn.
Der findes stadigvæk huse fra osmanisk tid.
Der er en oldgammel tårn i Kütahya, der bliver brugt som restaurant i nutid. Dens indbygning er placeret specielt, indvendig drejer bygning rundt. Dem der sidder i restauranten får mulighed for at se byen fra tårnet alle vegne, imens de sidder ved bordet.
Kütahya har meget stor betydning for dannelse af Den tyrkiske republik, Tyrkiets første præsident Mustafa Kemal Atatürk har givet den første ordre for befrielseskrigen i Kütahya.